# Stallogargo
Stallogargo (nordsamiska: Stállogárggu) är en by i Hammerfests kommun i Finnmark fylke i norra Norge. Byn ligger vid fylkesväg 8030 på den södra delen av ön Kvaløya, vid sidan av Kvalsundsbron, där riksväg 94 korsar Kvalsundet.
Tidigare har orten tillhört dåvarande Sørøysunds kommun (Hammerfests landdistrikt), därefter dåvarande Kvalsunds kommun.